# Cyprien (prénom)
Pour les articles homonymes, voir Cyprien.
Cette page présente le prénom Cyprien ainsi que ses variantes.
Cyprien est un prénom masculin signifiant « homme venant de Chypre (un chypriote) ».
Il a pour variante Cyprian et Ciprien et pour forme féminine Cyprienne.

## Personnes portant ces prénoms
- Pour les articles sur les personnes portant ce prénom, consulter la liste générée automatiquement pour le prénom Cyprien.
- Voir aussi les listes pour les prénoms  Cyprian et Cyprienne.

## Saints des églises chrétiennes
Plusieurs saints portent le nom de Cyprien : voir saint Cyprien .